# Syzygiella trigonifolia
Syzygiella trigonifolia là một loài rêu tản trong họ Jungermanniaceae. Loài này được (Stephani) M. Herzog miêu tả khoa học lần đầu tiên năm 1934.